# Ntahangwa
Ntahangwa es una comuna de la provincia de Buyumbura Mairie en Burundi. En agosto de 2019 tenía una población censada de 495 915 habitantes.
Se encuentra ubicada al oeste del país, junto a la orilla septentrional del lago Tanganica.